# Нова Весь (гміна Млодзешин)
Нова Весь (пол. Nowa Wieś) — село в Польщі, у гміні Млодзешин Сохачевського повіту Мазовецького воєводства.
Населення — 19 осіб (2011).
У 1975-1998 роках село належало до Скерневицького воєводства.

## Демографія
Демографічна структура станом на 31 березня 2011 року:
|          | Загалом | Допрацездатний вік | Працездатний вік | Постпрацездатний вік |
| -------- | ------- | ------------------ | ---------------- | -------------------- |
| Чоловіки | 8       | 1                  | 5                | 2                    |
| Жінки    | 11      | 0                  | 7                | 4                    |
| Разом    | 19      | 1                  | 12               | 6                    |